# SZD-22 Mucha Standard
SZD-22 Mucha Standard – polski jednomiejscowy szybowiec zaprojektowany w Szybowcowym Zakładzie Doświadczalnym w Bielsku-Białej.

## Historia

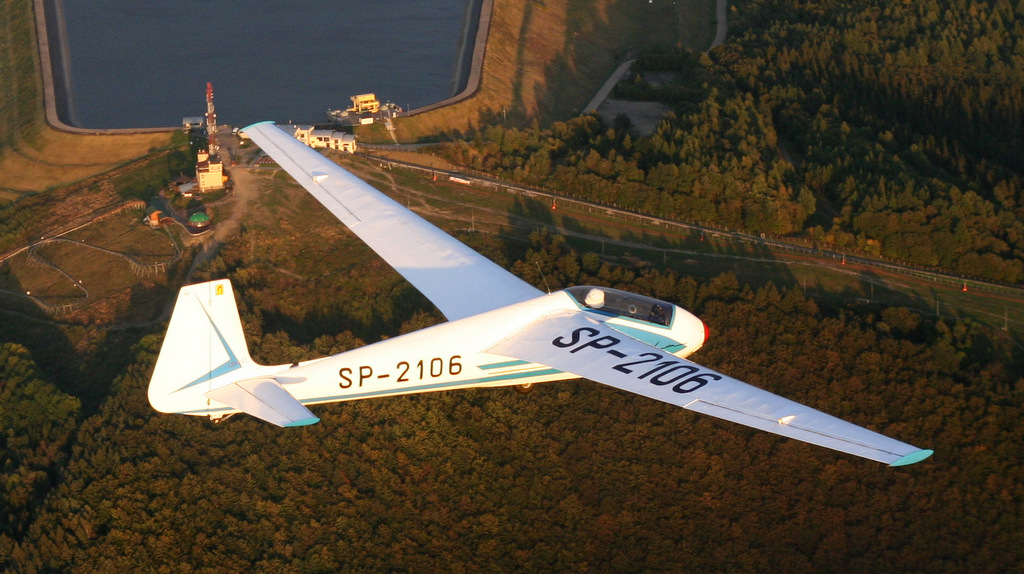
Szybowiec SZD-22C Mucha nad Górą Żar

Wstępny projekt szybowca opracował mgr inż. Władysław Nowakowski na bazie szybowca SZD-12 Mucha 100. Opracowaniem konstrukcji zajął się zespół pod kierunkiem Rudolfa Grzywacza. W stosunku do Muchy 100A zmieniono: aerodynamikę i geometrię skrzydła, kształt zewnętrzny kadłuba i obrysy usterzenia poziomego, sposób odmykania i kształt osłony kabiny pilota, tablicę przyrządów, kształt siodełka, uchwyt do unoszenia ogona wtopiono w obrys kadłuba, wprowadzono też wiele poprawek w konstrukcji poprawiających technologię wykonania. 
Pierwszy prototyp szybowca o znakach rejestracyjnych SP-1748 został oblatany w dn. 10 lutego 1958 r. przez Adama Zientka. Drugi prototyp o znakach rejestracyjnych SP-1749 został oblatany 6 czerwca 1958 r. i nieznacznie różnił się od pierwszego wprowadzeniem dwuobwodowego kesonu przez pokrycie sklejką prawie całego skrzydła, bardziej zaostrzoną krawędzią spływu, przesuniętą osią obrotu lotki oraz zmianą kinematyki lotek. Obydwa prototypy brały udział w Szybowcowych Mistrzostwach Świata w Lesznie w 1958 r. Na pierwszym z nich Adam Witek zdobył tytuł mistrza świata w klasie standard. Ponadto komisja OSTIV przyznała Musze drugie miejsce w konkursie na najlepszy szybowiec klasy standard.

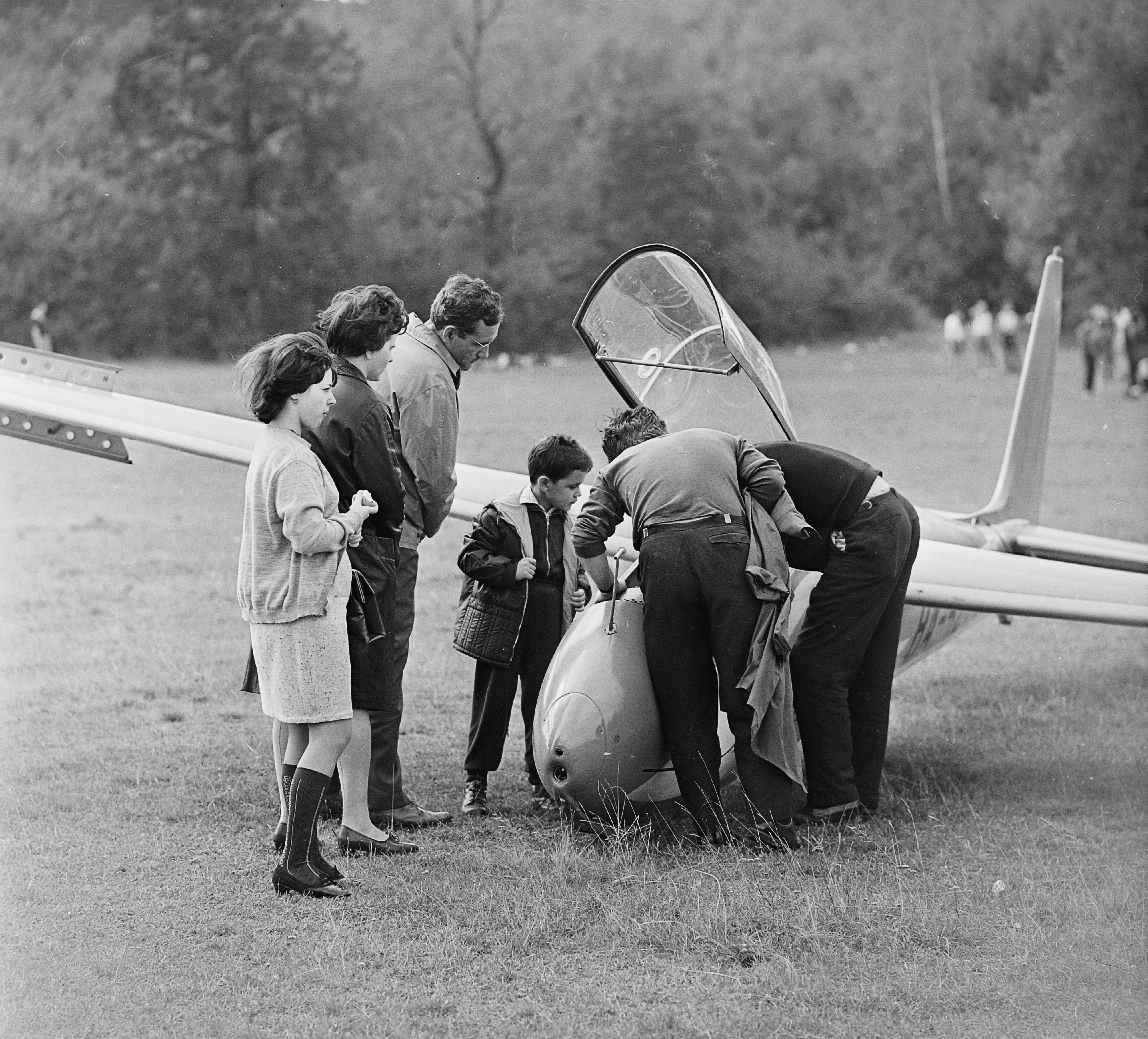
SZD-22C Mucha na lotnisku, 1970

Dokumentację wersji seryjnej SZD-22A Mucha Standard wykonał zespół pod kierunkiem mgr inż. Romana Zatwarnickiego. Od drugiego prototypu wersja A różniła się m.in.: przekonstruowaną kabiną, zamontowaniem na stałe instalacji tlenowej z aparaturą tlenową KP-14, przesuniętym kółkiem, zmienionym obrysem usterzenia pionowego, wydłużeniem płyty hamulca aerodynamicznego, skróconą o 30 cm lotką i przekonstruowaną płozą ogonową. Pierwszy egzemplarz seryjny o znakach rejestracyjnych SP-2102 oblatał Stanisław Skrzydlewski w dn. 2 października 1959 r. Wyprodukowano 8 egzemplarzy wersji SZD-22A, z których 7 wyeksportowano.
W lutym 1960 r. Adam Zientek oblatał w Krośnie pierwszy egzemplarz wersji SZD-22B o znakach rejestracyjnych SP-2107. W tej wersji zmieniono konstrukcję kabiny pilota, instalację tlenową na KP-18 oraz dostosowano skrzydła do przenoszenia dodatkowego balastu w postaci zbiorników wody. Zgodnie z przepisami FAI zbiorniki mogły być opróżniane tylko na ziemi, po odjęciu skrzydeł od kadłuba. Zakłady Sprzętu Lotnictwa Sportowego nr 5 w Krośnie wyprodukowały 40 egzemplarzy tej wersji. 
Na bazie zebranych doświadczeń opracowano wersję SZD-22C, w której powrócono do kesonu jednoobwodowego, kryjąc tylną część skrzydła płótnem. Pierwszy egzemplarz SZD-22C, o znakach rejestracyjnych SP-2119, został zbudowany w lipcu 1960 r., a od 30 marca 1961 r. ruszyła produkcja drugiej serii.
Ponadto w biurze konstrukcyjnym SZD opracowane jeszcze prototypy wersji:
- SZD-22D, w której kółko przesunięte zostało bardziej do przodu oraz została zmieniona płoza tylna i płoza przednia,
- SZD-22E ze skrzydłem o lepszych właściwościach przeciwkorkociągowych (oblatany w Krośnie w dn. 9 stycznia 1961 r.). Skrzydło z tego szybowca zostało następnie wykorzystane w szybowcach SZD-25 Lis.

Łącznie wyprodukowano 288 egzemplarzy szybowców SZD-22, z czego 116 wyeksportowano do 21 krajów.
Jeden SZD-22C został zakupiony w 1962 przez Klub Szybowcowy Stowarzyszenia Lotników Polskich w Wielkiej Brytanii na lotnisku Lasham (sprzedany w 1967).
SZD-22 Mucha Standard była ostatnim szybowcem z rodziny Mucha.

## Konstrukcja (wersja SZD-22C)
Jednomiejscowy wolnonośny grzbietopłat o konstrukcji drewnianej.
Skrzydło jednodźwigarowe, ze skośnym dźwigarkiem pomocniczym. Keson kryty sklejką. Część tylna kryta płótnem. Kroplowe zakończenie spełnia jednocześnie rolę płozy skrzydłowej. Lotka szczelinowa, typu Friese, konstrukcji drewnianej, kryta płótnem. Hamulce aerodynamiczne płytkowe. Napęd lotek i hamulców linkowy. Szybowiec może być również wyposażony w zbiorniki wody w przedniej części skrzydła. Na końcach skrzydeł znajdowały się kroplowe zakończenia spełniające rolę płóz.
Kadłub półskorupowy z pokryciem ze sklejki. Wszystkie nierozwijalne powierzchnie, jak przejścia skrzydło-kadłub i kadłub-usterzenie, wykonane z laminatów. Szybowiec zaopatrzony w zaczep przedni, dolny oraz hak do startu z lin gumowych. Pedały przestawialne w locie, fotel pilota regulowany na ziemi.
Usterzenie konstrukcji drewnianej, stateczniki kryte sklejką, stery płótnem.
Podwozie jednotorowe wyposażone w płozę przednią, stałe nieamortyzowane kółko oraz płozę ogonową.
Wyposażenie - prędkościomierz, wysokościomierz, dwa wariometry, busolę, zakrętomierz elektryczny i chyłomierz podłużny. Na szybowcu może być zamontowana aparatura tlenowa KP-14 lub KP-18.